# OPUS: 우리가 지구를 발견한 날은
《OPUS: 우리가 지구를 발견한 날은》(영어: OPUS: The Day We Found Earth)은 타이완의 인디 게임 제작사 SIGONO가 제작한 어드벤처 게임이다. 2015년 10월 22일 iOS와 안드로이드 버전으로 출시되었다. 이후, 스팀을 통해 윈도우와 Mac OS X 버전으로도 공개되었다.

## 평가
| 평가                                              |            |
| ------------------------------------------------- | ---------- |
| 통합 점수 통합사 점수 메타크리틱 NS: 74/100 [ 3 ] |            |
| 통합 점수                                         |            |
| 통합사                                            | 점수       |
| 메타크리틱                                        | NS: 74/100 |